# لويس بونيت
لويس بونيت (بالفرنسية: Louis Bonnet)‏ (و. 1815 – 1892 م) هو سياسي، وطبيب، من فرنسا، ولد في جوجوريو، أين، توفي في جوجوريو، أين، عن عمر يناهز 77 عاماً.

## مناصب
تولى منصب عضو المجلس العام ‏، وعضو مجلس الشيوخ في الجمهورية الفرنسية الثالثة.